# Mail Submission Agent
Un mail submission agent (MSA) es un programa informático o agente de software que recibe mensajes de correo electrónico desde un Mail User Agent (MUA) y coopera con un Mail Transport Agent (MTA) para entregar el correo. Utiliza ESMTP, una variante del Simple Mail Transfer Protocol (SMTP), tal y como está especificado en RFC 4409.
Muchas MTAs actúan como un MSA también, pero también hay programas que son diseñados especialmente como MSAs sin todas las funcionalidades de un MTA. Históricamente en correo electrónico, tanto MTA como MSA utilizan el puerto 25 aunque el puerto oficial para MSAs es el 587. MTA acepta correo entrante mientras que MSA acepta correo saliente.
- Datos: Q182495